# ديفيد كاروسو
ديفيد ستيفن كاروسو (بالإنجليزية: David Stephen Caruso)‏ مواليد 7 يناير 1956 في كوينز، نيويورك، الولايات المتحدة، هو ممثل أمريكي بدأ مسيرته الفنية عام 1978. كما أنه من الفائزين بجائزة غولدن غلوب. اشتهر بدور هوراشيو كاين في مسلسل سي إس آي: ميامي

## الأعمال

### أفلام
- التؤام
- ضابط ورجل نبيل
- الدم الأول

## روابط خارجية
- ديفيد كاروسو على موقع IMDb (الإنجليزية)
- ديفيد كاروسو على موقع الموسوعة البريطانية (الإنجليزية)
- ديفيد كاروسو على موقع روتن توميتوز (الإنجليزية)
- ديفيد كاروسو على موقع ألو سيني (الفرنسية)
- ديفيد كاروسو على موقع أول موفي (الإنجليزية)
- ديفيد كاروسو على موقع قاعدة بيانات الأفلام السويدية (السويدية)
- ديفيد كاروسو على موقع إن إن دي بي (الإنجليزية)
- ديفيد كاروسو على موقع قاعدة بيانات الفيلم (الإنجليزية)
- ديفيد كاروسو على موقع كينوبويسك (الروسية)